# Швайка Олесь Павлович
Олесь (Олексій) Павлович Швайка (19 липня 1932 року — 13 серпня 2021 року) — український хімік, професор, доктор хімічних наук за напрямком органічна хімія, лауреат Премії НАН України імені А. І. Кіпріанова, провідний науковий співробітник відділу хімії гетероциклічних сполук Інституту фізико-органічної хімії і вуглехімії ім. Л. М. Литвиненка НАН України.

## Біографія
Олесь Павлович Швайка народився 19 липня 1932 року. 1953 року закінчив Львівський політехнічний інститут.
Наукову діяльність розпочав у Харківській філії Всесоюзного науково-дослідного інституту хімічних реактивів, з дослідження органічних сцинтиляційних матеріалів. Його співавторами були Греков Анатолій Петрович, Нагорна Лариса Панасівна. 1963 року здобув ступінь кандидата хімічних наук у Харківському державному університеті.
Після заснування у Донецьку Інституту фізико-органічної хімії і вуглехімії АН УРСР з 1969 року починає працювати у ньому як науковий співробітник, завідувач лабораторії та завідувач відділу.
23 грудня 1977 року здобув науковий ступінь доктора хімічних наук., захистивши у Київському державному університеті докторську дисертацію за темою «Реакції рециклізації гетероцикличних сполук під дією гідразинів та деякі дослідження у ряді азолів». 20 травня 1988 року отримав звання професора.
Впродовж 20 років був завідувачем відділу хімії азолів Інституту фізико-органічної хімії і вуглехімії ім. Л. М. Литвиненка НАН України. З 2007 року — провідний науковий співробітник відділу хімії азотовмісних гетероциклічних сполук ІнФОВ НАН України.
З 4 січня 2014 року до 30 жовтня 2015 року займав посаду провідного наукового співробітника відділу № 5 хімії фосфоранів Інституту органічної хімії НАН України.
4 липня 2014 року наказом МОН призначений членом спеціалізованої вченої ради з хімічних наук ІнФОВ НАН України.
З 3 листопада 2015 року займає посаду провідного наукового співробітника відділу хімії гетероциклічних сполук ІнФОВ НАН України.

## Наукові дослідження
До наукових інтересів професора Олеся Швайки входять дослідження трансформації гетероциклічних сполук, зокрема азолів, азолідинів та солей азолію, а також синтез гетероциклічних похідних малих кілець.
Під керівництвом О. П. Швайки та М. І. Короткіх в Україні на початку 1990-х засновано науковий напрямок з дослідження стабільних гетероароматичних карбенів. Результатом цієї роботи, зокрема із дослідження стабільних карбенів, надалі стало звання лауреата Премії НАН України імені А. І. Кіпріанова у 2006 році.
Іншим напрямком є прикладні дослідження у галузі фармацевтичної та полімерної хімії, а також оптичної техніки. Є співавтором низки винаходів з органічної хімії, що було запантентовано з 1996 по 2003 рік.
Є автором навчальних матеріалів для застосування у профільних ВНЗ щодо синтезу лікарських засобів.

## Інше
Є співавтором статті про проблеми української хімічної термінології, що було представлено у 1996—1997 роках на засіданнях мовознавчої комісії і комісії всесвітньої літератури НТШ у Львові.
Разом з ним є співатором «Тлумачного термінологічно словника з органічної та фізико-органічної хімії» та «Глосарію термінів з хімії»
Є автором низки статей у громадсько-політичному виданні «День» з аналізом концепції «русский мир», як негативної для України.

## Нагороди
2006 року, перемігши у конкурсі з роботою «Цикл наукових праць „Стабільні карбени та протокарбенові сполуки“» у співавторстві з Короткіх Миколою Івановичем та разом з ним, став лауреатом премії НАН України імені А. І. Кіпріанова.